# Нам Ю Сон
Нам Ю Сон (кор. 남유선, 29 жовтня 1977) — південнокорейська плавчиня.
Учасниця Олімпійських Ігор 2000, 2004, 2008, 2016 років.
Призерка Азійських ігор 200 року.